# Sârbii-Măgura
Sârbii-Măgura è un comune della Romania di 2 211 abitanti, ubicato nel distretto di Olt, nella regione storica della Muntenia. 
L'unico abitato facente parte del comune è il villaggio di Vitănești; questi nel 2003 si staccò dal comune di Optași-Măgura per formare l'attuale comune di Sârbii-Măgura.